# ワン・フー

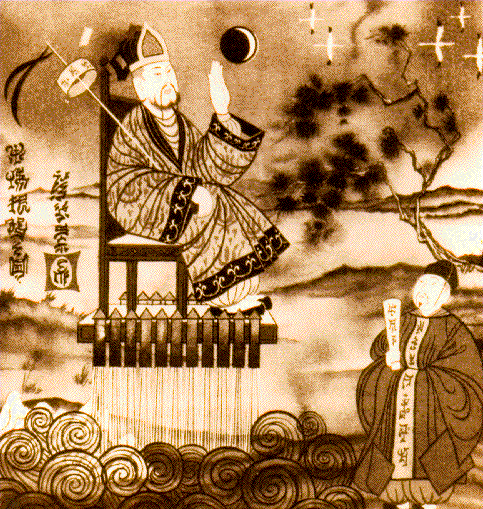
宇宙へ飛び立とうとしているワン・フー（マーシャル宇宙飛行センター提供）

ワン・フー（中: 万戸あるいは万虎、1500年ごろ）は、伝説によれば、世界で最初に「宇宙飛行士」になろうとした明の下級官吏である。
月の裏側にあるクレーター「ワン・フー」は彼の名前にちなむ。

## ワン・フーの伝説
この逸話の出所は、1909年のアメリカの作家J・エルフレス・ワトキンスが1909年にサイエンティフィック・アメリカンに書いた出所不明の記述である。
その後、ハーバート・S・ジムなどによって伝えられ、今の形となった。
この逸話は翻訳によって中国にも紹介された。発音だけでは表記を決定できないので、中国では「万戸」や「万虎」や「王富」と書かれるが、統一された表記はない。
そもそも中国において、ワン・フーについて記録された史料は存在しないため、ワン・フーは実在の人物ではなく、この逸話も後世の作り話である可能性が高いと考えられる。